# André Bossuat
Pour les articles homonymes, voir Bossuat.
 (juin 2016).
André Bossuat, né à Paris en 1892 et mort dans la même ville en 1967, est un agrégé français d'histoire et de géographie, directeur de recherches au CNRS.

## Biographie
André Bossuat est né à Paris, dans le 10e arrondissement, le 30 décembre 1892, fils d'Auguste Bossuat, employé, et de Mélanie Bastouch. La famille est alors domiciliée au 75, boulevard Magenta.
Né dans une famille originaire de Saint-Martin-sur-Nohain dans la Nièvre, il restera tout au long de sa vie attaché à la terre de ses ancêtres. Il fera d'ailleurs l'acquisition d'une maison aux Cabets, commune de Suilly-la-Tour, en 1939, et y viendra régulièrement prendre ses vacances.[réf. nécessaire]
Il épouse le 13 juin 1925 Thérèse Vivier à Paris, dans le 5e arrondissement.
Agrégé d'histoire et de géographie, il passe sa thèse de doctorat ès-lettres à la faculté des lettres de Paris en 1936. Sa thèse principale est consacrée à  Perrinet Gressart et François de Surienne, agents de l'Angleterre, contribution à l'étude des relations de l'Angleterre et de la Bourgogne avec la France, sous le règne de Charles VII et sa thèse complémentaire à Antoine de la Taverne, prévôt de l'Abbaye de Saint-Vaast d'Arras. Journal de la Paix d'Arras (1435).
Il enseigne aux lycées Michelet, Condorcet à Paris et à la faculté de lettres de Clermont-Ferrand.
Il est le frère de Robert Bossuat, philologue romaniste et membre de l'Institut.
Il meurt le 23 octobre 1967 à Paris, dans le 5e arrondissement.

## Publications
- Robert et André Bossuat, « Un épisode de l’histoire de Brèves au XVe siècle », bulletin de la Société nivernaise des lettres, sciences et arts, volume 27, pages 51-62, 1924.
- André Bossuat, Perrinet Gressart et François de Surienne, agents de l'Angleterre. Contribution à l'étude des relations de l'Angleterre et de la Bourgogne avec la France sous le règne de Charles VII, Paris, Droz, 1936, XXVI-444 p. (présentation en ligne), [présentation en ligne], [présentation en ligne], [présentation en ligne].
- Visages de l'Auvergne, ed. des Horizons de France, 1943 (réédité en 1964), 182 p. (co-auteurs : Henri Pourrat, Lucien Gachon, Henri Charlier, Alexandre Vialatte)
- André Bossuat, Jeanne d'Arc, Paris, Presses universitaires de France, coll. « Que sais-je ? » (no 211), 1968, 128 p. (présentation en ligne).Visages de l'Auvergne, ed. des Horizons de France, 1943 (réédité en 1964), 182 p. (co-auteurs : Henri Pourrat, André Bossuat, Henri Charlier, Alexandre Vialatte)
- Le Moyen Âge, le monde de la fin du Xe à la fin du XVe siècle, Paris, 1963, Hatier,  256 p.(co-auteur Jean Devisse)
- Les chroniqueurs français du Moyen Âge, Paris, 1952, ed. Larousse,  t.1 104 p,  t.2 127 p. (11 éditions)
- André Bossuat, Le bailliage royal de Montferrand, Paris, Presses universitaires de France, coll. « Publications de la faculté des Lettres de l'Université de Clermont / 5 », 1957, 203 p. (présentation en ligne)Réédition : André Bossuat, Le bailliage royal de Montferrand, Clermont-Ferrand, Association des publications de la Faculté des lettres, coll. « Faculté des lettres et sciences humaines de l'Université de Clermont-Ferrand II » (no 23), 1968, 2e éd., 201 p.